# Corb de Nova Caledònia
El corb de Nova Caledònia (Corvus moneduloides) és un ocell de la família dels còrvids (Corvidae).

## Hàbitat i distribució
Habita boscos i zones obertes de Nova Caledònia. Introduït a l'illa de Maré, a les Illes de la Lleialtat.